# 天阴五
天阴五是中国古代星官系统中天阴（昴宿）的一颗恒星，依据清代星表的记载推算，其位置在现代星座的金牛座，但没有找到对应天体。